# Schweers + Wall
Der Verlag Schweers + Wall GmbH war ein auf Eisenbahnthemen, besonders Eisenbahnatlanten, spezialisierter Verlag.

## Geschichte
Der Verlag wurde im Sommer 1986 in Aachen von Hans Schweers gegründet. Am 13. Juli 2005 wurde der Unternehmenssitz nach Köln verlegt und Hennig Wall als weiterer Geschäftsführer berufen. Nachdem Hans Schweers am 26. Dezember 2011 im Alter von 59 Jahren starb, führte Henning Wall den Verlag noch 10 Jahre alleine weiter.
Nachdem die 10. Ausgabe des Eisenbahnatlas' Deutschland im Jahr 2017 gemeinsam mit dem Eisenbahningenieur Vasco Paul Kolmorgen erschien, sollte ein Teil der Atlanten im Zuge einer Nachfolgeregelung beim Dresdner Büro Bahnkonzept weitergeführt werden. Nachdem sich diese Zusammenarbeit im Jahr 2020 zerschlagen hatte, übernahm der EK-Verlag in Freiburg/Breisgau den überwiegenden Teil des Verlagsprogramms und gibt die Eisenbahnatlanten als Edition Schweers + Wall weiterhin heraus.
Der Verlag Schweers + Wall GmbH wurde daraufhin zum 4. Januar 2022 in die Liquidation überführt und zum 17. August 2023 aus dem Handelsregister gelöscht.

## Verlagsprogramm
Das Verlagsprogramm umfasste – neben Bildbänden über historische und zeitgenössische Eisenbahnen und Straßenbahnen – insbesondere Eisenbahnatlanten:
- Deutschland (1. Auflage 1994 bis 11. Auflage September 2020; ab 12. Auflage 2023 im EK-Verlag)

- Österreich (1. Auflage 2005 bis 2. Auflage 2010; ab 3. Auflage 2021 im EK-Verlag)

- Schweiz (1. Auflage 2004 bis 2. Auflage 2012; ab 3. Auflage 2024 im EK-Verlag)

- Italien und Slowenien (2010)

- Frankreich Nord (2015); Ausgabe Frankreich Süd nicht mehr erschienen
- Griechenland (1. Auflage 2018; Neuauflage für 2024 im EK-Verlag vorgesehen[5][veraltet])
- Eisenbahnatlas EU (1. Auflage 2013 bis 3. Auflage 2017)

### Eisenbahnatlas Deutschland
Der Eisenbahnatlas Deutschland, oft einfach Schweers + Wall genannt, gibt das gesamte deutsche Eisenbahnnetz mit allen Betriebsstellen, Kursbuch- und Streckennummern sowie betrieblichen Informationen wieder, dazu nahezu alle historischen Strecken und auch Teile vieler Straßenbahn-, Stadtbahn- und U-Bahn-Netze sowie Bahnen besonderer Bauart. Der Atlas wird auch heute noch in der deutschen Eisenbahnbranche als Referenz verwendet. Die Atlanten der weiteren Länder hatten einen ähnlichen Anspruch.

### Digitale Ausgaben
Der Verlag Schweers + Wall stellte bereits sehr zeitig auch digitale Ausgaben des Eisenbahnatlas Deutschland bereit. Zuerst wurde im Jahr 2008 der Eisenbahnatlas Deutschland 2008 digital als CD-ROM für Windows 98, 2000 und XP herausgegeben, der neben den Karten als Bitmap-Grafiken noch einige Tabellen mit Infrastrukturdaten der DB Netz und NMEA-Anbindung für GNSS-Geräte beinhaltete.
Am 5. Juni 2013 wurde eine für das iPad optimierte iOS-App bereitgestellt, welche die Inhalte des jeweiligen Eisenbahnatlas' (Deutschland, Österreich, Schweiz) darstellen konnte. Während die App selbst kostenfrei im iTunes-Store erhältlich war, mussten die Eisenbahnkarten als In-App-Kauf zum gleichen Preis wie ein Atlas in Papierform erworben werden, was wesentlich zum Misserfolg der App beitrug.